# Niclas Grön
Niclas Grön, född den 10 februari 1971 i Härnösand, bor i Örnsköldsvik och är skidtränare/personlig tränare för bland annat längdåkarna Hanna Falk och Britta Johansson Norgren samt skidskytten Fredrik Lindström (skidskytt).
Niclas har ett brett skidförflutet och har i flera år varit elitansvarig i Sollefteå, då med åkare som Britta Norgren och Robin Bryntesson. Han har även varit med som vallare och personlig tränare i VM-sammanhang. 2009 blev han förbundskapten för Sveriges utvecklingslandslag i längdskidor, innan han tog över som huvudtränare i det finska skidlandslaget. Det uppdraget varade i fyra år, mellan 2010 och 2014.
Under en säsong (2015/16) var Niclas tränare och sportchef i långloppsteamet Team SkiProAm.
Han har även fungerat som fystränare i olika lagsporter, bland annat åt Örnsköldsvik Innebandy och Örnsköldsvik Hockey.
Grön har under många år verkat inom handikappidrott, där han bland annat varit förbundskapten vid flera paralympiska spel och basat för skidåkarna och skidskyttarna. Sedan 2014 är han sportchef i Svenska Parasportförbundet.